# Anchusa affinis
Anchusa affinis là loài thực vật có hoa trong họ Mồ hôi. Loài này được R.Br. mô tả khoa học đầu tiên năm 1814.